# مارك تاتشير
مارك تاتشير فينغولد (بالإسبانية: Mark Tacher)‏ (ولد في 15 سبتمبر 1977 ) هو ممثل مكسيكي، وأيضا موسيقار وعازف الإيتار ومذيع تلفزيوني.

## سيرته
ولد مارك تاتشير في مكسيكو سيتي، لعائلة تتكون من خمسة أفراد، بحيث أنه شقيق مذيع تلفزيون ألن تاتشير، تاتشير يجيد بطلاقة التحدث بـ ثلاثة لغات (الإسبانية و الإنجليزية و العبرية) بطبع أنه من أصول رومانية- يهودية.
درس تاتشير التمثيل  و الغناء والموسيقى، ومن حيث مشواره المهنية كـ ممثل بدأ التمثيل في 1998 بـ عمل في تلفزيون أزتيكا حتى 2003، ثم تألق بـ تيلينوفيلات في تلفاز فنزويلا و كولومبيا و إسبانيا، ثم عاد إلى المكسيك وعمل لصالح لـ تيلفيزا منذ 2009.
ومن مسلسلاته التي عُرضت على شاشات العربية نساء قاتلات بـ جزء الثالث الحلقة الرابعة بدور فيسنتي، وأيضا ظهر بـ مسلسل أنتصار الحب من بطولة ويليام ليفي و مايتي بيروني في حين دانييلا رومو بدور الخصم الرئيسي؛ بدور رئيسي بدور ألونسو دي أنجيل بحيث ظهر منذ الحلقة 56، وأيضا ظهر بدور من الأبطال الرئيسيين في مسلسل هاوية العشق (مسلسل) بدور غايل أرانغو من بطولة ديفيد زيبيدا و انجيليك بوير والكوبية ليفيا بريتو في حين سابين موسيير و سلفادور زيربوني في دور خصوم.

## روابط خارجية
- مارك تاتشير على موقع IMDb (الإنجليزية)
- مارك تاتشير على موقع ألو سيني (الفرنسية)
- مارك تاتشير على موقع ميوزك برينز (الإنجليزية)
- مارك تاتشير على موقع أول موفي (الإنجليزية)
- مارك تاتشير على موقع قاعدة بيانات الفيلم (الإنجليزية)
- مارك تاتشير على موقع كينوبويسك (الروسية)